# Hrabstwo Cumberland (Karolina Północna)
Hrabstwo Cumberland (ang. Cumberland County) – hrabstwo w stanie Karolina Północna w Stanach Zjednoczonych.

## Geografia
Według spisu z 2000 roku obszar całkowity hrabstwa obejmuje powierzchnię 658 mil2 (1704 km²), z czego 653 mile2 (1691 km²) stanowią lądy, a 6 mil2 (16 km²) stanowią wody. Według szacunków United States Census Bureau w roku 2012 miało 324 049 mieszkańców. Jego siedzibą administracyjną jest Fayetteville.

### Miasta
- Eastover
- Fayetteville
- Falcon
- Godwin
- Hope Mills
- Linden
- Spring Lake
- Stedman
- Wade
- Vander (CDP)